# 索科利夫布里德
49°49′31″N 29°25′50″E / 49.82528°N 29.43056°E
索科利夫布里德（烏克蘭語：Соколів Брід）是烏克蘭北部的村莊，隸屬日托米爾州的日托米爾區。該村始建於1590年，面積1.15平方公里，海拔高度191米，2001年人口202，人口密度每平方公里175.35人。